# Ciclismo nos Jogos Pan-Americanos de 2023 - Keirin feminino
A prova do keirin feminino do ciclismo nos Jogos Pan-Americanos de 2023 foi disputada em 25 de outubro de 2023 no Velódromo, em Peñalolén. Um total de 12 ciclistas de 11 Comitês Olímpicos Nacionais (CON) participaram do evento.

## Calendário
Horário local (UTC−3).
| Data          | Hora  | Fase          |
| ------------- | ----- | ------------- |
| 25 de outubro | 10:24 | Primeira fase |
| 25 de outubro | 19:17 | Finais        |

## Medalhistas
| Ouro   | COL Martha Bayona   |
| Prata  | MEX Daniela Gaxiola |
| Bronze | JAM Dahlia Palmer   |

## Resultados

### Primeira fase
As três primeiras colocadas de cada bateria avançam para a final e as ciclistas restantes avançam para a disputa do 7º ao 12º lugar.
Bateria 1
| Pos. | Ciclista         | CON          | Tempo  | Notas |
| ---- | ---------------- | ------------ | ------ | ----- |
| 1    | Martha Bayona    | COL Colômbia | 11.601 | Q     |
| 2    | Daniela Colilef  | CHI Chile    | +0.066 | Q     |
| 3    | Dahlia Palmer    | JAM Jamaica  | +0.127 | Q     |
| 4    | Marianis Salazar | COL Colômbia | +0.686 |       |
| 5    | Tachana Dalger   | SUR Suriname | +1.173 |       |
|      | Jacklynn Boyle   | CAN Canadá   | DNF    |       |

Bateria 2
| Pos. | Ciclista          | CON                | Tempo  | Notas |
| ---- | ----------------- | ------------------ | ------ | ----- |
| 1    | Daniela Gaxiola   | MEX México         | 11.583 | Q     |
| 2    | Natalia Vera      | ARG Argentina      | +0.129 | Q     |
| 3    | Mandy Marquardt   | USA Estados Unidos | +0.219 | Q     |
| 4    | Abigail Recio     | CRC Costa Rica     | +0.257 |       |
| 5    | Carolina Barbosa  | BRA Brasil         | +0.443 |       |
| 6    | Jalymar Rodríguez | VEN Venezuela      | +0.492 |       |

### Finais
A classificação final de todos as ciclistas definem as medalhistas.
Final 7–12
| Pos. | Ciclista          | CON            | Tempo  |
| ---- | ----------------- | -------------- | ------ |
| 7    | Marianis Salazar  | COL Colômbia   | 11.924 |
| 8    | Abigail Recio     | CRC Costa Rica | +0.105 |
| 9    | Tachana Dalger    | SUR Suriname   | +0.125 |
| 10   | Jalymar Rodríguez | VEN Venezuela  | +0.205 |
| 11   | Carolina Barbosa  | BRA Brasil     | +0.339 |

Final 1–6
| Pos.              | Ciclista        | CON                | Tempo  |
| ----------------- | --------------- | ------------------ | ------ |
| Medalha de ouro   | Martha Bayona   | COL Colômbia       | 10.948 |
| Medalha de prata  | Daniela Gaxiola | MEX México         | +0.273 |
| Medalha de bronze | Dahlia Palmer   | JAM Jamaica        | +0.286 |
| 4                 | Daniela Colilef | CHI Chile          | +0.464 |
| 5                 | Mandy Marquardt | USA Estados Unidos | +0.522 |
| 6                 | Natalia Vera    | ARG Argentina      | +0.720 |